# Arctic Umiaq Line

Mapa da Gronelândia, que mostra onde esta companhia opera.

Arctic Umiaq Line é uma companhia marítima da Gronelândia, subsidiária da Royal Arctic Line.

Foi fundada inicialmente em 1774, e dispõe de um navio de passageiros – o Sarfaq Ittuk - percorrendo a rota de Qaqortoq-Ilulissat, ao longo da costa ocidental e sudoeste do país, e fazendo escala em nove cidades e três localidade costeiras:

- Ilulissat (sem escala no inverno)
- Aasiaat (sem escala no inverno)
- Sisimiut
- Kangaamiut
- Maniitsoq
- Nuuk
- Qeqertarsuatsiaat
- Paamiut
- Arsuk
- Qaqortoq
- Narsaq (só no verão)
- Narsarsuaq (só no verão)